# Орджонікідзевський район (Хакасія)
Орджонікідзевський район (хак. Орджонікідзе аймағи, рос. Орджоникидзевский район) — адміністративно-територійна одиниця та муніципальне утворення в Республіці Хакасія, Росія.
Адміністративний центр — селище міського типу Коп’єво.
| Прапор Росії | Це незавершена стаття про Росію. Ви можете допомогти проєкту, виправивши або дописавши її. |